# Serial Attached SCSI
Serial Attached SCSI (SAS) es una interfaz de transferencia de datos en serie, sucesor del Small Computer System Interface (SCSI) paralelo, aunque sigue utilizando comandos SCSI para interaccionar con los dispositivos SAS. Aumenta la velocidad y permite la conexión y desconexión de forma rápida.
La organización que se encuentra detrás del desarrollo de la especificación SAS es la SCSI Trade Association. Se trata de una organización sin ánimo de lucro ubicada en California, que se formó en 1996 para promover el uso y el conocimiento sobre SCSI paralelo.
La primera versión apareció a finales de 2003: SAS 300, que conseguía un ancho de banda de 3 Gbit/s, lo que aumentaba ligeramente la velocidad de su predecesor, el SCSI Ultra 320 MB/s (2,560 Gbit/s). La siguiente evolución, SAS 600, consigue una velocidad de hasta 6 Gbit/s, mientras que se espera llegar a una velocidad de alrededor de 12 Gbit/s alrededor del año 2015.
Una de las principales características es que aumenta la velocidad de transferencia al aumentar el número de dispositivos conectados, es decir, puede gestionar una tasa de transferencia constante para cada dispositivo conectado, además de terminar con la limitación de 16 dispositivos existente en SCSI, es por ello que se vaticina que la tecnología SAS irá reemplazando a su predecesora SCSI.
Además, el conector es el mismo que se utiliza en la interfaz Serial ATA (SATA) y permite utilizar estos discos duros, para aplicaciones con menos necesidad de velocidad, ahorrando costes. Por lo tanto, los discos SATA pueden ser utilizados por controladoras SAS pero no a la inversa, una controladora SATA no reconoce discos SAS.

## Historia
En 1996 crean la SCSI Trade Association.
En diciembre de 2001 la SCSI Trade Association define los requisitos de mercado para la especificación Serial Attached SCSI y asume la responsabilidad de promover esta tecnología a la industria.
En mayo de 2002 se transfirió la especificación al T10 Technical Committee para comenzar con su estandarización. Esta se planificó para estar terminada a mediados de 2003. En noviembre de 2003, Serial Attached SCSI estándar es publicada por ANSI.
En 2004 aparecen los primeros productos y dispositivos utilizando esta tecnología, en su mayoría discos duros y adaptadores. Se espera que con el tiempo vayan apareciendo mayor variedad de dispositivos.

## Miembros
Existen cuatro tipos de miembros en esta asociación:
1. Sponsor,
2. Principal,
3. Promotional,
4. Interop.

Dependiendo del tipo de miembro se obtienen diferentes derechos y beneficios. La cuota anual varía entre 4000 y 25000 dólares.
Como miembros destacados:
- Sponsor: Adaptec, Hewlett-Packard, Intel, LSI Logic, Maxtor, Seagate.
- Principal: Fujitsu, Hitachi, IBM, Western Digital.
- Promotional: Dell, NEC, Texas Instruments.

La organización está dirigida por un conjunto de directores elegidos por los miembros con derecho a voto (miembros Sponsor y Principal). La SCSI Trade Association no es responsable de la estandarización técnica correspondiente a las especificaciones SCSI, esta tarea recae sobre el Comité T10.
El T10 Technical Committee forma parte del International Committee on Information Technology Standards (INCITS). A su vez, el INCITS es dependiente del American National Standards Institute (ANSI).

## Características

### Detalles técnicos
Está diseñado para permitir mayores tasas de transferencia y ser compatible con SATA, y permite hasta 16384 dispositivos direccionables en un dominio SAS. Esto es posible gracias a los dominios SAS, que son un conjunto de puertos que se comunican unos con otros.
Un dominio SAS se compone de:

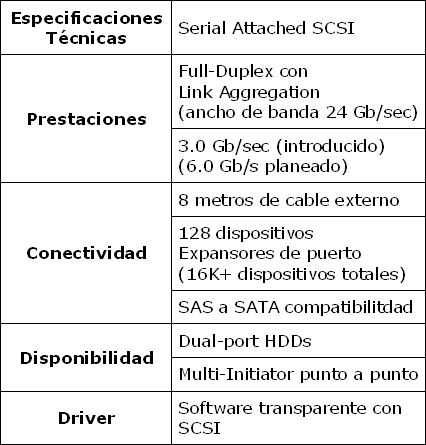
Especificaciones técnicas de SAS.

A cada dispositivo SAS se asigna un nombre único universal World Wide Name (WWN): SAS address (asignado por el IEEE para cada fabricante particular). Cada WWN identifica unívocamente el dispositivo en un dominio SAS igual que el identificador SCSI identifica un dispositivo en un bus SCSI paralelo.

### Arquitectura

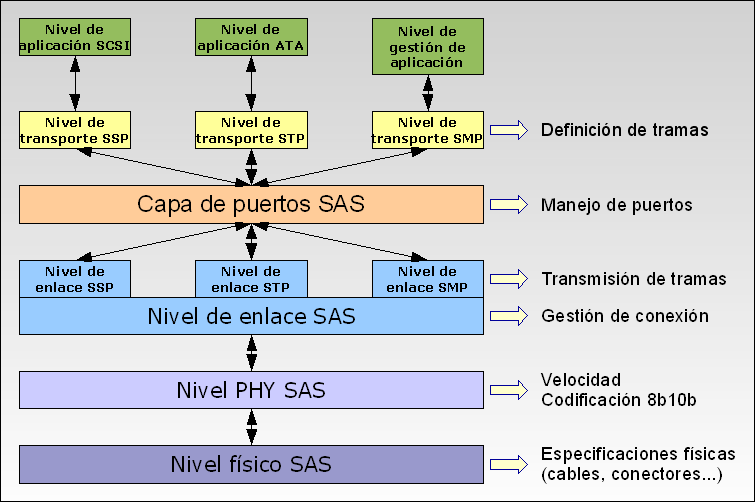
Niveles de la arquitectura SAS.

La arquitectura SAS está dividida en cinco niveles:
1. Nivel físico:
  - Define las características eléctricas y físicas de las conexiones.
  - Transmisión mediante señalización diferencial.
  - Interconexión pasiva, con tres tipos de conductores:
    - SFF 8482 – compatible con SATA.
    - SFF 8484 – conector interno para conectar hasta 4 dispositivos.
    - SFF 8470 – conector externo (InfiniBand connector), hasta 4 dispositivos.
2. Nivel PHY:
  - Define los protocolos de señalización.
  - Cada PHY contiene un transmisor-receptor (transreceiver) y un enlace físico (unión de dos PHY).
3. Nivel de enlace:
  - Proporciona primitivas generales y primitivas específicas según el tipo de protocolo (SSP, STP, SMP).
  - Manipula las conexiones y transmite las tramas.
4. Capa de puertos:
  - Son una abstracción que agrupa un conjunto de varios PHY y direcciones SAS conectados con otros PHY.
  - Selecciona el PHY a través del cual enviar la trama.
  - Comunica, a la capa de enlace de cada PHY, cuando abrir y cerrar conexiones.
5. Nivel de transporte:
  - Define los contenidos de las tramas.
  - Soporta tres protocolos de transporte:
    - Serial SCSI Protocol (SSP): soporte de dispositivos de disco SAS.
    - Serial ATA Tunneling Protocol (STP): soporte de discos SATA.
    - Serial Management Protocol (SMP): control de expansores SAS (SAS Expanders).
6. Nivel de aplicación.

## Conectores SAS
| Nombre en código       | Otros nombres                                                   | Interno / Externo | N.º de pines |
| ---------------------- | --------------------------------------------------------------- | ----------------- | ------------ |
| SFF-8086               | Internal mini-SAS, internal mSAS                                | interno           | 26           |
| SFF-8087               | Internal mini-SAS, internal mSAS, internal iSAS, internal iPass | interno           | 36           |
| SFF-8088               | External mini-SAS, external mSAS, external iSAS, external iPass | externo           | 26           |
| SFF-8436               | QSFP+, Quad SFP+                                                | externo           | 38           |
| SFF-8470               | InfiniBand CX4 connector, Molex LaneLink                        | externo           | 34           |
| SFF-8482               |                                                                 | interno           | 29           |
| SFF-8484               |                                                                 | interno           | 32/19        |
| SFF-8485               |                                                                 |                   |              |
| SFF-8613               |                                                                 | interno           | 36           |
| SFF-8614 (SFF-8644)    |                                                                 | externo           |              |
| Banda lateral conector |                                                                 | interno           |              |
| SFF-8680               |                                                                 | interno           |              |
| SFF-8639               |                                                                 | interno           | 68           |
| SFF-8638               |                                                                 |                   |              |
| SFF-8640               |                                                                 |                   |              |
| SFF-8681               |                                                                 |                   |              |

## Beneficios de la tecnología SAS
Al fusionar el rendimiento y la fiabilidad de la interfaz serie con los entornos SCSI existentes, SAS aporta mayor libertad a las soluciones de almacenamiento sin perder la base tradicional sobre la que se construyó el almacenamiento para empresas, otorgando las siguientes características:
- Acelera el rendimiento del almacenamiento en comparación con la tecnología SCSI paralela.
- Garantiza la integridad de los datos.
- Protege las inversiones en TI.
- Habilita la flexibilidad en el diseño de sistemas con unidades de disco SATA en un compartimento sencillo.